# 유수원
유수원(柳壽垣, 1694년(숙종 20)~1755년(영조 31))은 조선 후기의 문신, 실학자이다. 본관은 문화(文化). 자는 남로(南老), 호는 농암(聾菴)이다. 저서에 《우서(迂書)》가 있다.

## 생애
1694년(숙종 20)에 충청북도 충주에서 태어났으나 일찍이 아버지를 여의어 한양에서 벼슬을 하고 있는 일가 친족의 집에서 자랐다. 그의 스승이 누구인지는 분명하지는 않으나 1714년(숙종 40) 21세 때 진사가 되고 25세 때 정시문과에 급제하여 벼슬길에 올랐다. 왕과 탕평책을 토론하기도 했고, 《속오례의》편찬에도 참여했다. 그는 이수광, 유형원과 함께 18세기 실학의 선구자로 높이 평가되고 있다. 저서로는 상공업 진흥을 강조한 우서(迂書)가 있다.
당색으로는 소론이었는데, 영조 31년 62살에 소론 급진파의 역모에 가담한 것으로 몰려 역적으로 단죄되었다. 그리하여 그의 학문은 노론 치하 조선에서 단절되었으나, 노론과 정조의 초계문신에서 자생적으로 나타난 북학파는 비슷한 사상을 갖고 있는 것으로 평가 받는다.
1908년(융희 2년) 4월 30일에야 내각 총리대신 이완용의 건의로 복권되었다. 그해 4월 죄적에서 삭제되고 명예회복되었다.

## 가족 관계
- 고조부 : 유준(柳浚)
  - 증조부 : 유성오(柳誠吾)
    - 할아버지 : 유상재(柳尙載)
      - 아버지 : 유봉정(柳鳳廷)
      - 어머니 : 김징(金澂)의 딸

## 같이 보기
- 소론
- 북학파